# 연방단결발전당
연방단결발전당(버마어: ပြည်ထောင်စုကြံ့ခိုင်ရေးနှင့်ဖွံ့ဖြိုးရေးပါတီ)은 2010년 6월 2일에 통합선거위원회에 등록된 미얀마의 보수주의 정당이다. 미얀마 정부의 군중기구인 연방단결발전회(ပြည်ထောင်စု ကြံ့ခိုင်ရေးနှင့် ဖွံ့ဖြိုးရေးအသင်း)의 후신으로서, 당수는 미얀마 전 대통령인 테인 세인이다. 당사는 네피도의 데키나티리 마을에 위치해 있다. 2008년 헌법에 따르면, 테인 세인을 포함해 정부 대표자나 공무원은 정당을 설립할 수 없으나, 선거위원회는 이 당을 승인하였다.
2010년 총선에서, 연방단결발전당은 특히 중부 버마와 라카인주에서 저리 이자로 대출을 제공해 당원을 모집했다.
2010년 총선 결과, 연방단결발전당은 민족자원에서 168석 중 129석을, 대표자원에 325석 중 259석을, 지역 및 주 의회에서 661석 중 495석을 차지해 전체 1154석 중 883석으로 라카인 주를 제외한 모든 지역에서 다수를 차지했다.
2015년까지 미얀마 연방의회에서 임명된 미얀마 내각 구성원 중 군부에서 임명된 장관과 세명의 시민주도 장관들을 제외한 나머지가 의회에서 사임한 연방단결발전당 정치인들로 구성되어 있다.
2013년 5월 1일에 테인 세인이 당대표에서 물러나면서 투라우 쉐만이 당대표가 되었다.
2015년 8월 13일 의장이었던 쉐만과 사무총장 마웅마웅 테인이 자리에서 물러났다.
2020년 미얀마 총선에서 창당 이후 가장 낮은 득표율을 기록했고 2021년 미얀마 쿠데타를 지원하였다.

## 선거 결과

### 민족자원 (아묘타 흘루타우)
| 년도   | 의석 수   | 득표수 | 득표율 | 의석수 변동 | 집권 여부 | 대표      |
| ------ | --------- | ------ | ------ | ----------- | --------- | --------- |
| 2010년 | 129 / 224 | —      | —      | 129         | 여당      | 테인 세인 |
| 2012년 | 124 / 224 | —      | —      | 5           | 여당      | 테인 세인 |
| 2015년 | 11 / 224  | —      | —      | 112         | 야당      | 테인 세인 |

### 대표자원 (피야투후 흘루타우)
| 년도   | 의석 수   | 득표수     | 득표율 | 의석수 변동 | 집권 여부 | 대표      |
| ------ | --------- | ---------- | ------ | ----------- | --------- | --------- |
| 2010년 | 259 / 440 | 11,858,125 | 56.8%  | 259         | 여당      | 테인 세인 |
| 2012년 | 222 / 440 | —          | —      | 37          | 여당      | 테인 세인 |
| 2015년 | 29 / 440  | 6,341,920  | 28.3%  | 183         | 야당      | 테인 세인 |